# Безький замок
Бе́зький за́мок (порт. Castelo de Beja) — середньовічний замок у Португалії, в місті Бежа. Збудований близько 1253 року за правління португальського короля Афонсу III як складова системи міських укріплень. Постав на руїнах римського форту IV століття, зміцненого за готського (VI — VIII ст.) і мусульманського панування (VIII — XIII ст.). Добудовувався й реставрувався за правління королів Дініша й Мануела І. Поєднує декілька архітектурних стилів — готичний і мануельський. Має кам'яні стіни з кренеляжем і 4-ма прямокутними баштами. В центрі — 40-метровий донжон (Torre de Menagem), вироблений з граніту та мармуру, що є найвищою баштою такого типу в Португалії. До ранньомодерної доби мав 40 бойових веж та 5 брам. Частина замку знесена 1790 року для побудови Церкви єзуїтської колегії, що була катедрою безьких єпископів (не збереглася). Більшість укріплень зруйновані у ХІХ столітті. Національна пам'ятка Португалії (1910). Складова особливої заповідної зони. У 1939—1945 роках переданий у власність міста. Діє як військовий музей, керується Інститутом управління архітектурної і археологічної спадщини. Зі стін замку відкривається панорама на все місто та околиці. Поруч із замком розташований Безький собор.

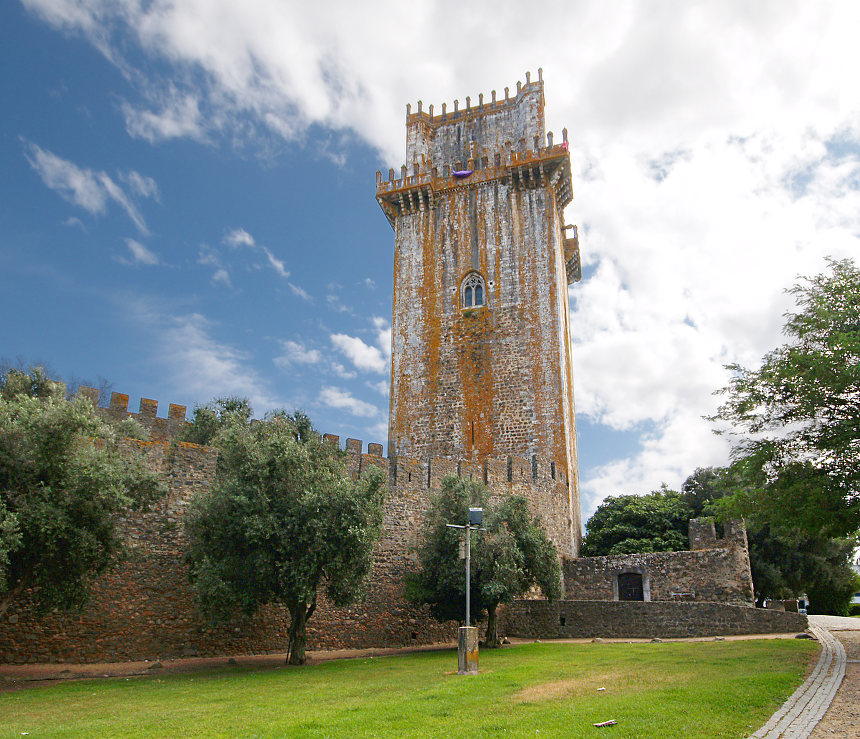
Донжон
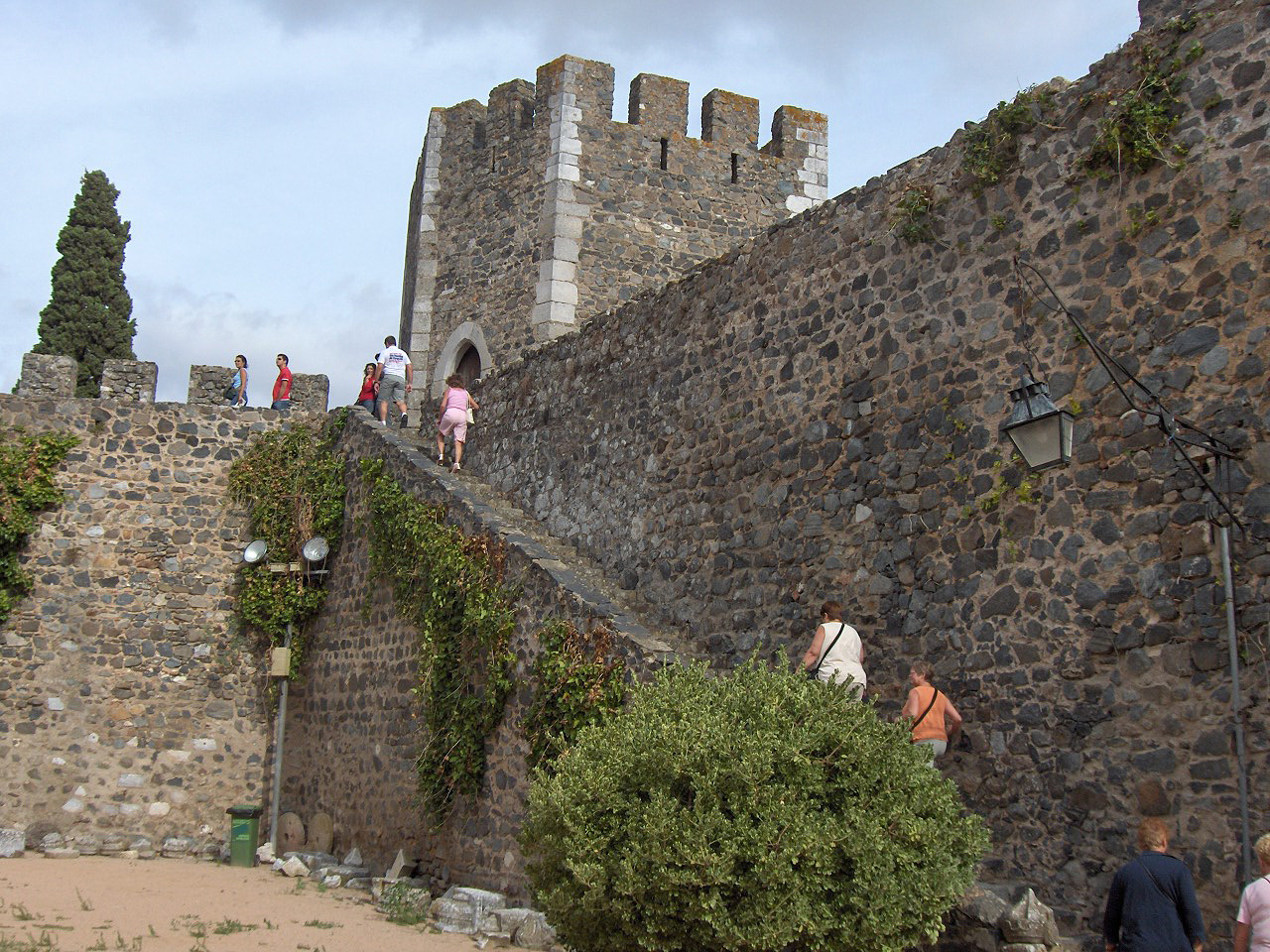
Стіни
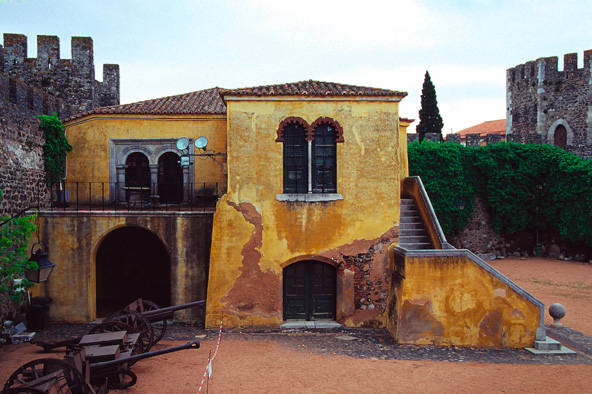
Дім управителя
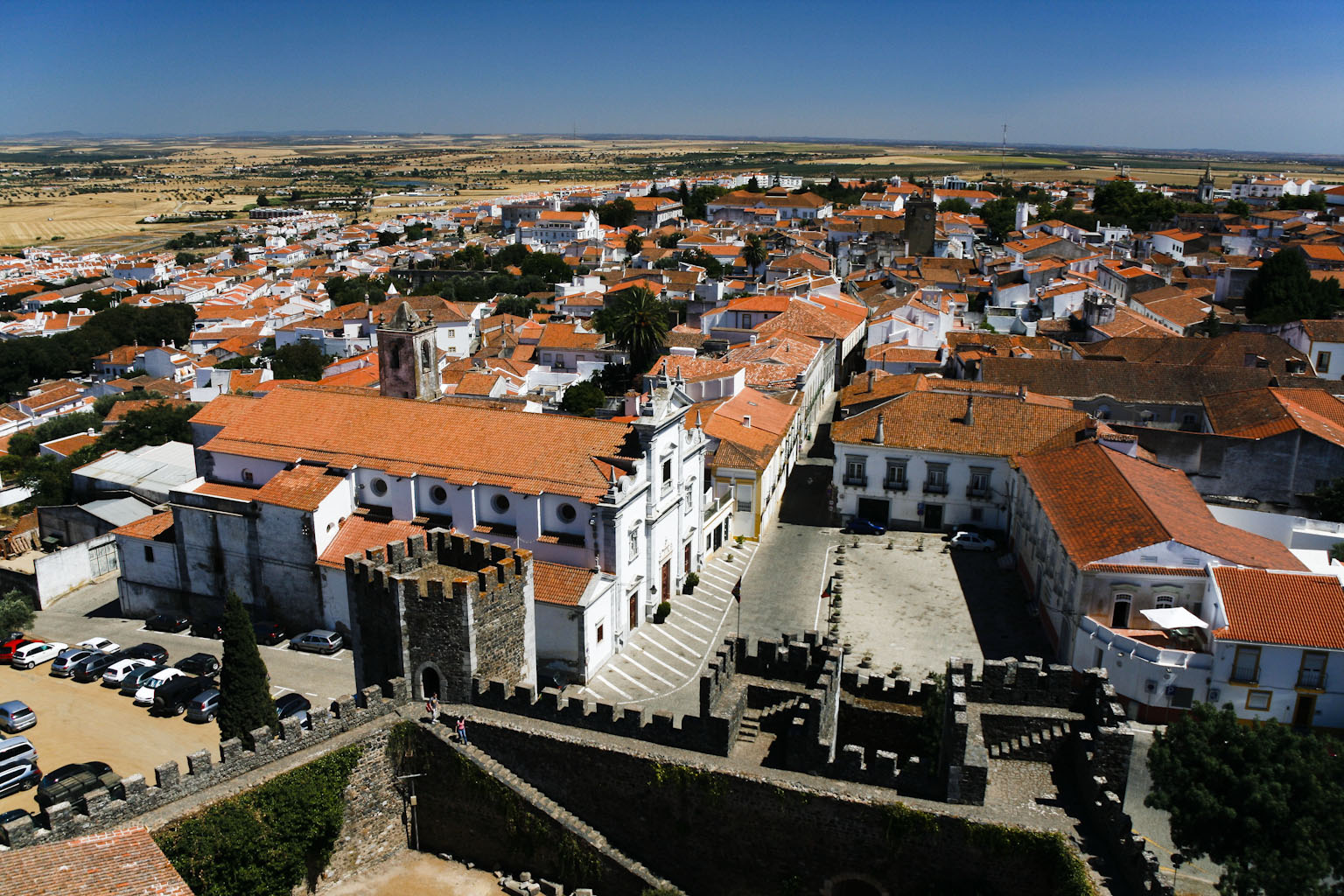
Панорама міста з замку
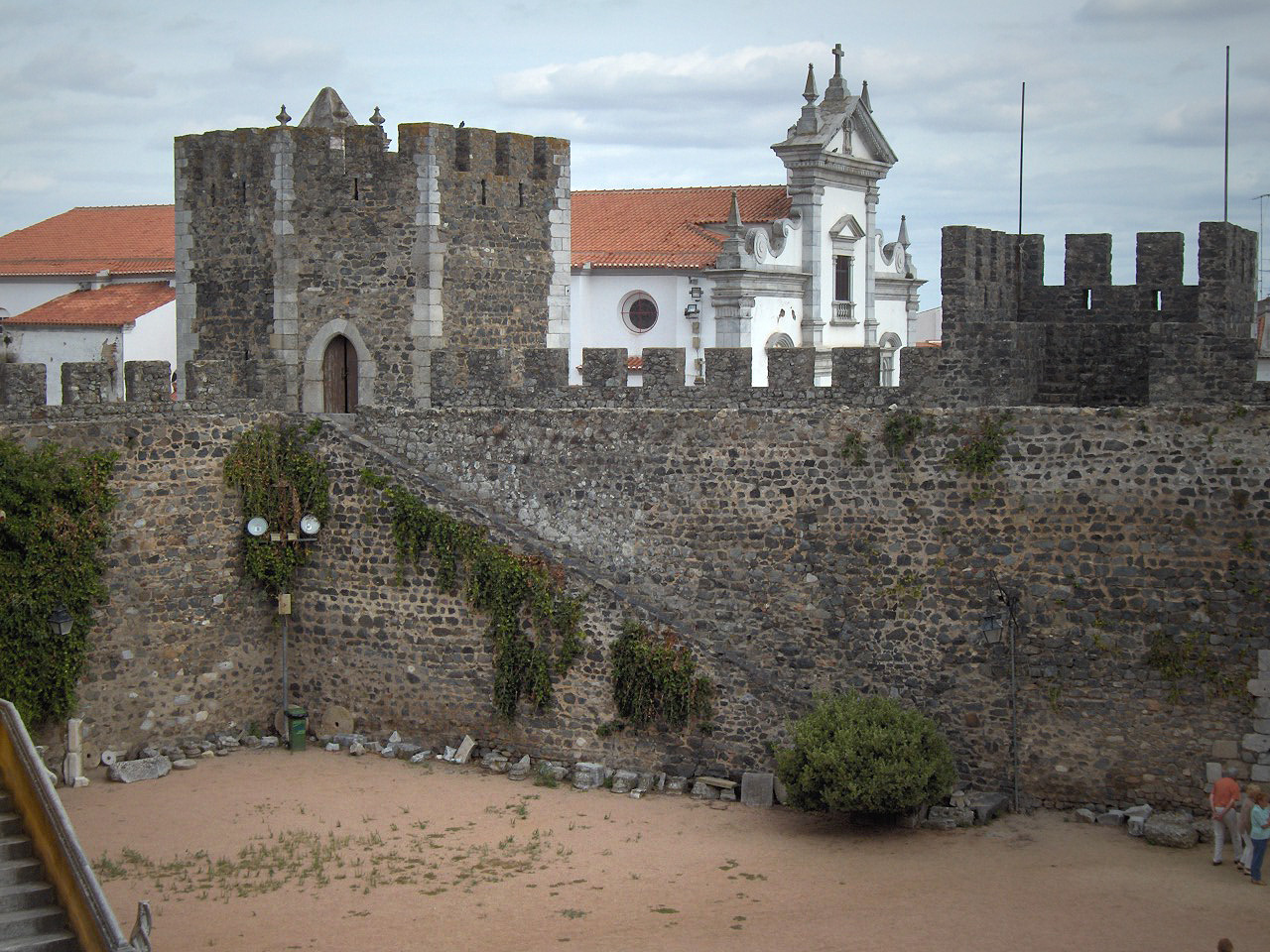
Безький замок і собор